# Université Soochow
L'université Soochow ou l'université Dong Wu (chinois simplifié : 东吴大学 ; chinois traditionnel : 東吳大學 ; pinyin : Dōng wú dàxué) est une université privée située à Taïwan (Taipei). Elle est considérée comme l'une des meilleures universités privées de Taïwan.

## Emblème de l'université
L'emblème de l'université Soochow précise le nom de l’université à la fois en chinois et en anglais. À l’origine, l’emblème a été dessiné en référence à l’histoire pour le moins mouvementée de l’école, la couleur rouge représente le sang et la couleur noir l’acier. De nos jours, le musée de l’école (situé sur le campus principal) interprète les couleurs de la manière suivante : le rouge pour l’enthousiasme et la sincérité, le noir pour la persévérance et la tolérance.

## Devise de l'université
L(université ayant été fondée par des pasteurs Américains, la devise de l’école a toujours été en anglais « Unto a Full-Grown Man », phrase extraite de la Bible (Nouveau Testament, Éphésiens, Chapitre 4, verset 13) que l’on pourrait traduire « à l'état d'homme accompli ». La traduction officielle en chinois fut réalisée en 1929 : 養天地正氣，法古今完人 (pinyin : Yǎng tiāndì zhèngqì, fǎ gǔjīn wán rén), qui fut traduite en anglais par « To nourish the spirit of universal truth, and to emulate the perfect man of the ages. »

## Hymne de l’université
L'hymne a été composé dans les années 1920. Jusqu'à aujourd’hui, il y eut trois versions de l'hymne. La version actuelle date de 1963 et fut composée à Taïwan par le professeur Tsao Sheng.

## Historique
Il faut savoir qu'à l’origine, l'université Soochow est une université fondée par des méthodistes américains en 1900, à Suzhou, dans le  Jiangsu, dans la Chine de la dynastie Qing. L'université fondée en 1900 regroupa trois institutions d’alors : l'Institut Buffington, l'École Kung Hang de la ville de Suzhou (épelée alors Soochow par les anglophones) et le Collège Anglo-chinois de Shanghai.
Après la guerre civile chinoise et l’arrivée au pouvoir de Mao, l'université Soochow fut délocalisée dans d'autres universités de Chine, délocalisation effective en 1952. Des membres de l’association des étudiants de l'université Soochow qui avaient alors fui à Taïwan réactivèrent l'université à Taipei. Une faculté de droit fut ouverte en 1954 à Taipei et plusieurs autres facultés se réactivèrent progressivement.
En 1982, les autorités communistes relocalisèrent une université à Suzhou sous le même nom, Université Soochow. Il y a donc deux universités Soochow (avec le même logo et donc à ne pas confondre) une en Chine et une à Taïwan.

## Campus

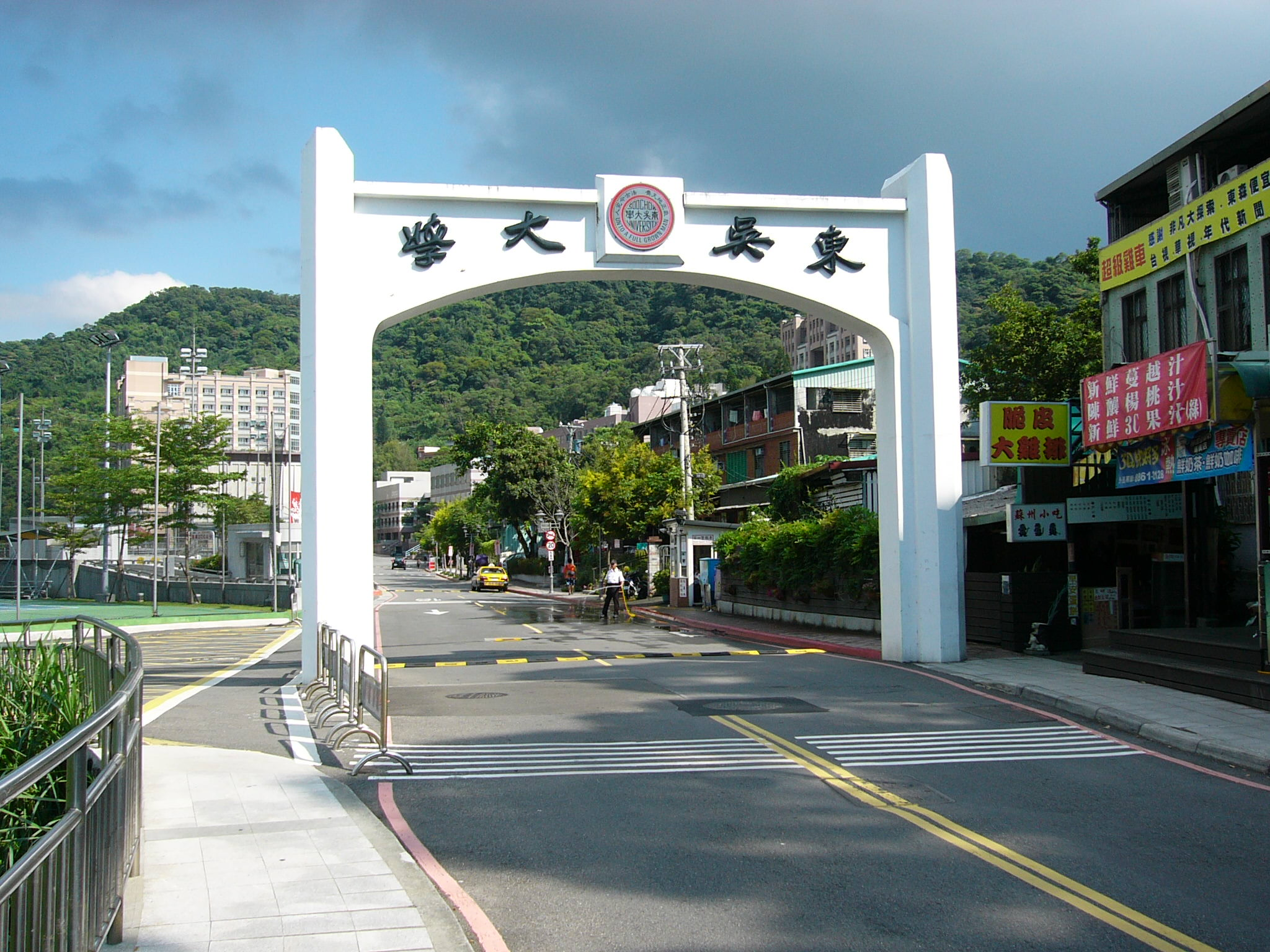
Entrée principale du campus principal.

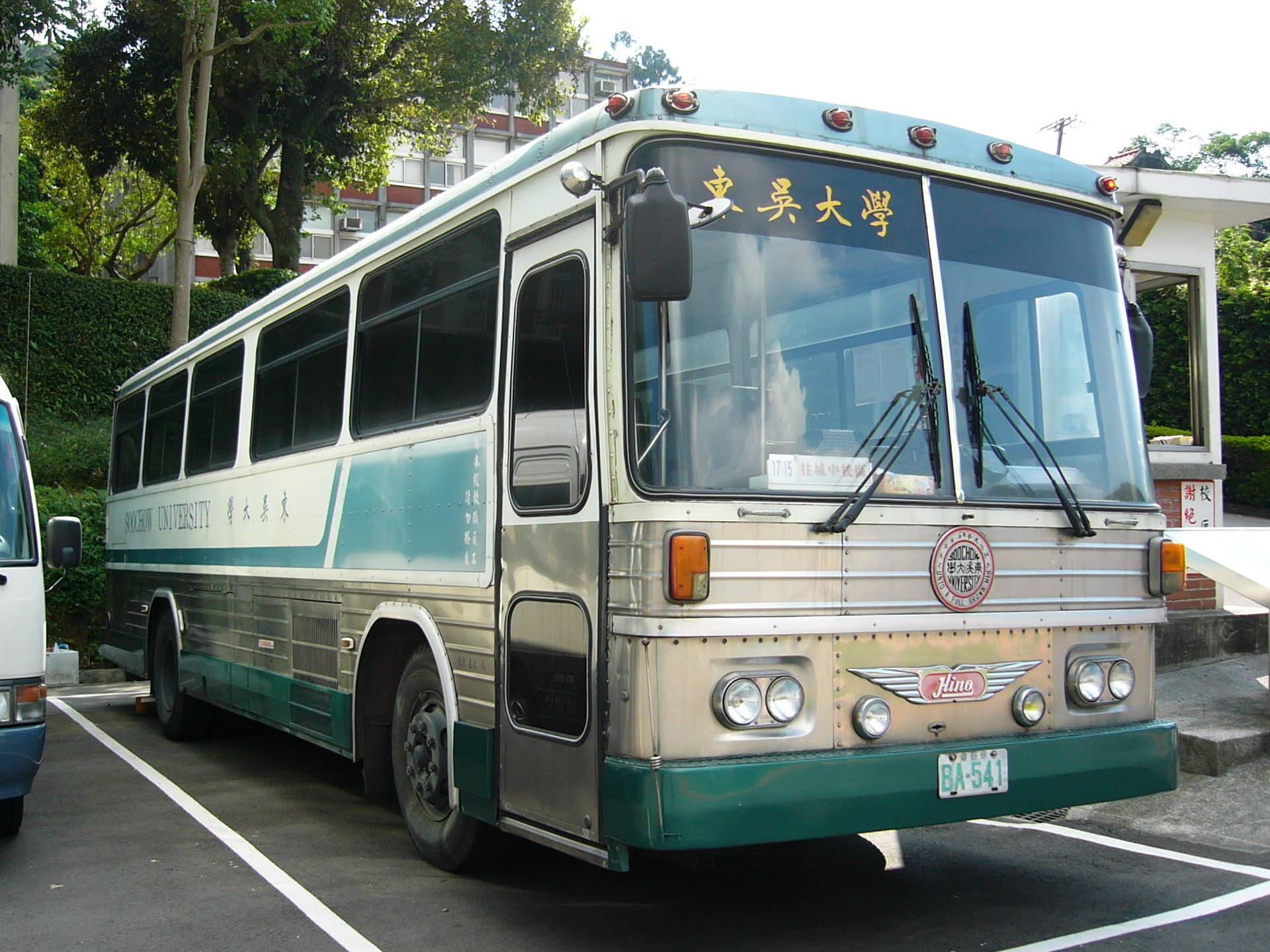
Bus de l'Université Soochow.

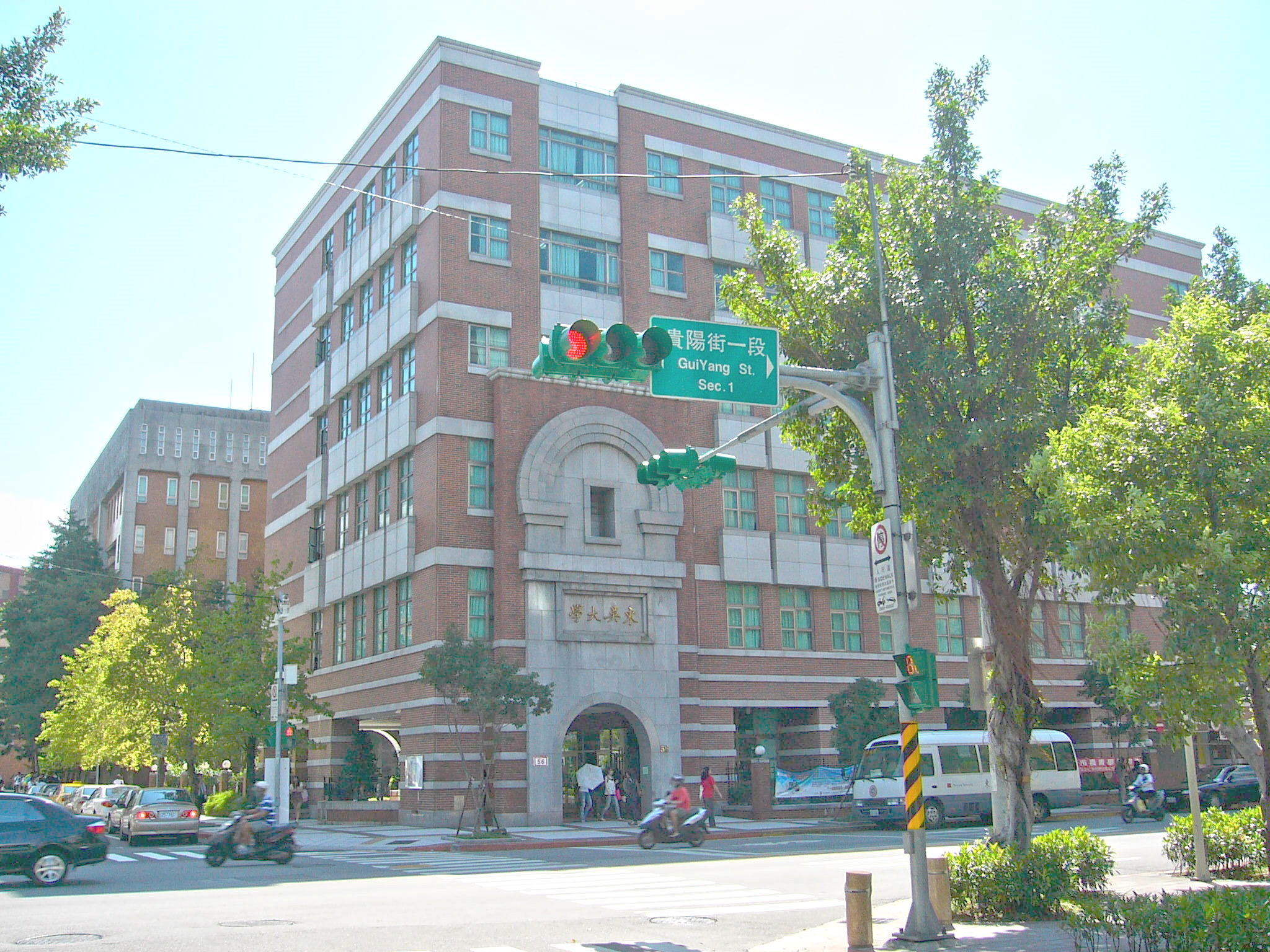
Entrée principale du campus du centre-ville.

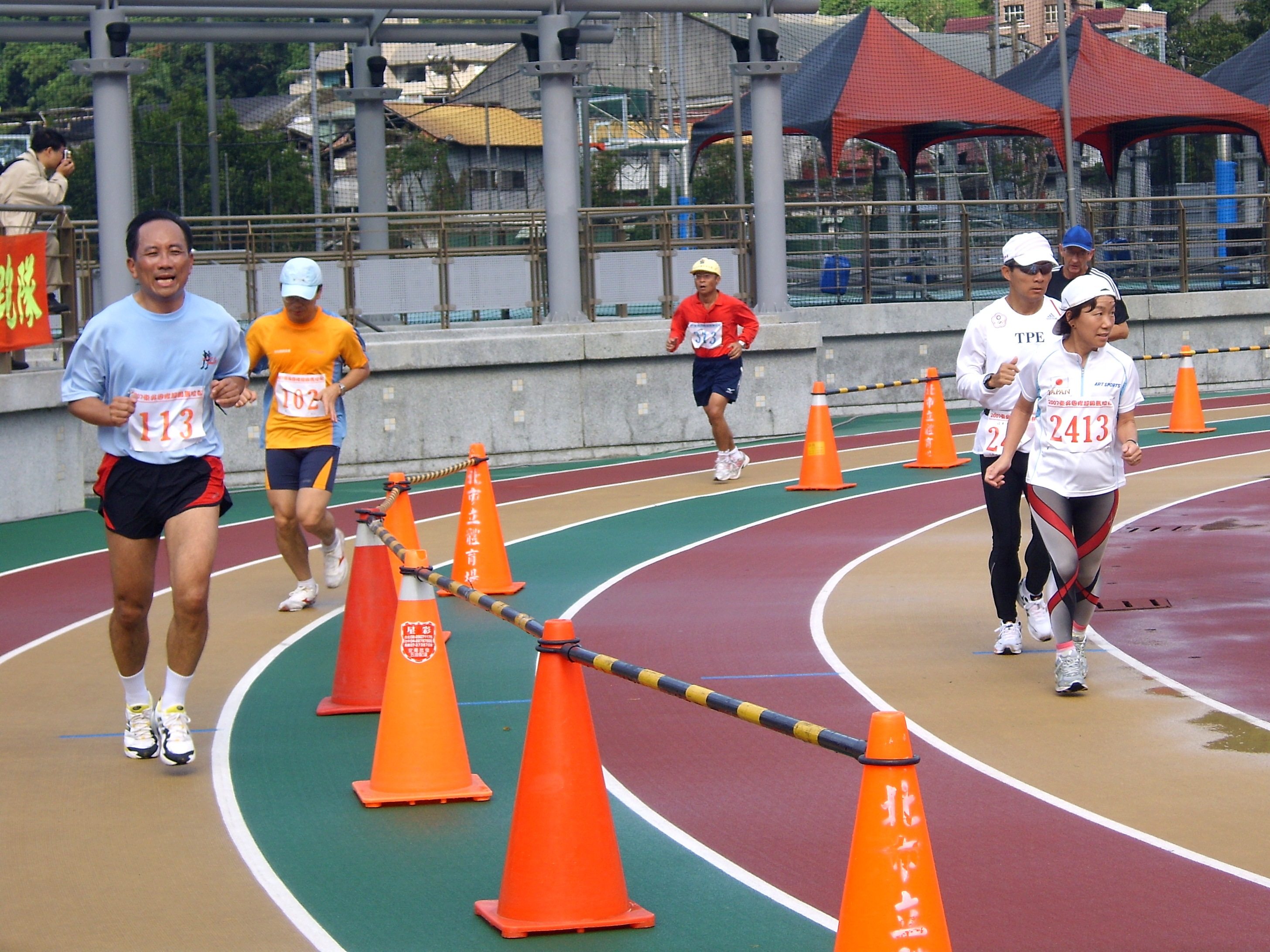
Ultramarathon - piste de Waishuanghsi.

Le campus de l’université Soochow de Taïwan est localisé sur deux sites. Le premier site, de taille assez réduite, est le campus du centre-ville de Taipei. Situé dans l’arrondissement Zhongzheng (l’arrondissement qui regroupe les principales institutions politiques à Taïwan comme le palais présidentiel, le Parlement, le Yuan judiciaire ainsi que de nombreux ministères), ce campus regroupe les facultés de droit et de commerce. Le second site est le campus le plus vaste et le plus important car il regroupe toutes les autres facultés, en plus de la bibliothèque principale, de l’administration et des dortoirs pour les élèves. C’est le campus de Waishuanghsi (du nom de la rivière s’écoulant à proximité). Il se situe à quelques centaines de mètres du Musée national du palais, dans l’arrondissement de Shilin.
Il y a trois dortoirs pour les filles et deux dortoirs pour les garçons. Des liaisons en bus entre les deux campus sont organisées par l’administration de l’université mais uniquement à l’attention des membres de la faculté, des professeurs et des membres de l’administration. Le trop grand nombre d’élèves limite les capacités de transport proposées par l’université. Les étudiants doivent alors prendre les réseaux de transport en commun de la ville de Taipei (des bus relient directement le campus de Waishuanghsi à la station MRT de Shihlin (en)).
Concernant l’équipement sportif pour les élèves, le campus du centre-ville dispose de terrains de basket-ball et de tennis en extérieur. Le campus de Waishuanghsi dispose d’une piste d’athlétisme entourant un terrain destiné au baseball et au football. Sur le campus de Waishuanghsi, des terrains de basket-ball et de tennis se situent à l'extérieur et dans le gymnase équipé d'ailleurs d’un mur d’escalade.

## Organisation
L'université est divisée en cinq écoles (« schools ») ou facultés (« colleges »), elles-mêmes divisées en plusieurs départements.

### Faculté des arts et des sciences sociales
- Département de Littérature chinoise
- Département d'Histoire
- Département de Philosophie
- Département de Science politique
- Département de Sociologie
- Département du Travail social
- Département de Musique
- Centre de Formation des enseignants

### Faculté de langue étrangère et de culture
- Département d'anglais
- Département de la langue et de la littérature japonaise
- Département de la langue et de la littérature allemande
- Centre de langues

### Faculté de science
- Département des mathématiques
- Département des sciences physiques
- Département de dhimie
- Département de microbiologie
- Département de psychologie

### École de commerce
- Département d’économie
- Département de comptabilité
- Département d’Administration des Affaires
- Département du commerce international
- Département de Science informatique et d'information
- Programme de commerce pour les étudiants en licence

De plus, 170 associations d'étudiants sont actives dans l'université.

## Traditions
Chaque année, l'université Soochow accueille l’Ultramarathon international de 24 heures. Des coureurs de tous horizons viennent participer à cet évènement annuel organisé par l’administration, des professeurs et des étudiants de l’université. Très peu de coureurs arrivent à réaliser l’épreuve entière. Les équipements sont fournis par l’université, des tentes sont érigées afin de réserver un emplacement aux assistants des coureurs. Des toilettes mobiles et un dispensaire de campagne sont érigés pendant toute la durée de la course.